# Хронология истории Древнего Рима
- 21. 04. 753 Основание Рима.
- 753 — 715 гг. до н. э. Правление царя Ромула в Риме.
- 716 — 673 гг. до н. э. В Риме царствует Нума Помпилий.
- 673 — 641 гг. до н. э. В Риме царствует Тулл Гостилий.
- 641 — 616 гг. до н. э. В Риме царствует Анк Марций.
- 616 — 510 гг. до н. э. Рим был захвачен этрусками. Правление в Риме этрусских царей Тарквиниев.
- 616 — 578 гг. до н. э. В Риме царствует Тарквиний Приск.
- 578 — 534 гг. до н. э. В Риме царствует Сервий Туллий, знаменитый проведёнными им реформами: установлением цен и делением на центурии.
- 534—510 гг. до н. э. В Риме царствует Тарквиний Гордый.
- 524 до н. э. Этруски потерпели поражение в морском бою с греками у берегов Кампании. Начало заката этрусков и возвышения римлян.
- 509 до н. э. Свержение Этрусского владычества. Установление республиканского строя. Военно-политическая власть перешла к консулам.
- 508 до н. э. Договор между Римом и Карфагеном о разделе сфер влияния.
- 496 — 493 гг. до н. э. Первая Латинская война городов Лация против гегемонии Рима.
- 494 до н. э. Уход плебеев из Рима. Установление народного трибуната.
- 486 до н. э. Аграрный закон Спурия Кассия о наделении землёй нуждающихся плебеев и латинских союзников Рима.
- 460 — 440 гг. до н. э. Восстание сикулов.
- 451 — 450 гг. до н. э. Под давлением римских плебеев коллегия осуществляет первую фиксацию римского права — «Законы XII таблиц», основа римского законодательства.
- 449 до н. э. Повторный уход плебеев. Консулы проводят законы, существенно снижающие патрицианское господство в Риме.
- 445 до н. э. Разрешение браков между патрициями и плебеями, — закон трибуна Канулея.
- 444 до н. э. Учреждение шести военных трибунов с консульской властью и допущение к этой должности плебеев.
- 443 до н. э. Учреждение в Риме должности цензоров.
- 439 до н. э. Казнь Спурия Мелия, обвинённого в стремлении к единовластию.
- 409 до н. э. Избрание квесторов из плебеев.
- 406 — 396 гг. до н. э. Третья (последняя) война с этрусским городом Вейи.
- 390 до н. э. (или 387) Поражение римлян в битве при Аллии, захват галлами Рима.
- 367 до н. э. Законы Лициния-Секстия об установлении земельного максимума, облегчении долговых обязательств, допущении плебеев к консульству, установление должностей претора и куриального эдила. Избрание первого консула-плебея Луция Секстия Латерана.
- 356 до н. э. В Риме назначен первый диктатор из плебеев.
- 351 до н. э. В Риме избран первый цензор из плебеев.
- 350 Начало чеканки медной монеты в Риме.
- 343 — 341 гг. до н. э. Первая Самнитская война между Римом и союзом древнеиталийских племён за господство в Центральной Италии.
- 340 — 338 гг. до н. э. Вторая Латинская война городов Латинского союза против гегемонии Рима.
- 337 до н. э. Плебеи допущены к должности претора.
- 327 — 304 гг. до н. э. Вторая Самнитская война.
- 326 до н. э. Закон о запрещении долгового рабства римлян, — закон трибуна Петелия.
- 312 до н. э. Реформа цензора Аппия Клавдия о допущении плебеев в первый класс центуриатных организаций. Строительство Аппиевой дороги и первого водопровода.
- 306 до н. э. Договор Рима с Карфагеном о сферах влияния (Рим — в Италии, Карфаген — на острове Сицилия).
- 300 до н. э. (296 до н. э.) Закон о допущении плебеев к жреческим должностям понтифика и авгура, закон братьев-трибунов Огульниев.
- 298 — 290 гг. до н. э. Третья Самнитская война. Рим утвердил своё господство в Центральной Италии.
- 287 до н. э. Закон о полном юридическом равенстве плебеев и патрициев (завершение борьбы плебеев с патрициями). Диктатура Гортензия.
- 280 — 275 гг. до н. э. Войны с эпирским царём Пирром.
- 272 до н. э. Покорение Таррента римлянами. Первое посольство Рима в Египте.
- 268 до н. э. Начало чеканки серебряной монеты.
- 265 до н. э. Взятие Вольсиний, окончательное покорение римлянами Апеннинского полуострова.
- 264 — 241 гг. до н. э. Первая Пуническая война между Римом и Карфагеном за господство на Сицилии.
- 238 до н. э. Захват островов, принадлежащих Карфагену.
- 232 до н. э. Аграрные законы Гая Фламиния о разделе общественных земель в Пицене и на севере Италии.
- 229 — 228 гг. до н. э. Первая война с иллирийцами. Начало римской экспансии на Балканский полуостров.
- 227 до н. э. Образована римская провинция Сардиния.
- 223 — 222 гг. до н. э. Поход в Северную Италию.
- 220 до н. э. Построена Фламиниева дорога. Закон трибуна Клавдия, ограничивающий торговую деятельность нобилей.
- 218 — 201 гг. до н. э. Вторая Пуническая война. Вначале поражения, но с 212 года до н. э. инициатива перешла к римлянам.
- 215 — 205 гг. до н. э. Первая Македонская война за гегемонию в Греции.
- 200 — 197 гг. до н. э. Вторая Македонская война. Греция оказалась под властью Рима.
- 195 — 190 гг. до н. э. (192—188 до н. э.) Война с Антиохом III.
- 171 — 168 гг. до н. э. Третья Македонская война. Македонское царство уничтожено.
- 149 — 146 гг. до н. э. Третья Пуническая война. Захват и разрушение Карфагена.
- 149—146 гг. до н. э. Подчинение Греции.
- 149 до н. э. Закон Кальпурния против вымогательств в провинциях.
- 146 до н. э. Ахейская война. Война Ахейского союза с Римом. Взятие и сожжение Коринфа, конец независимости греков.
- 138 — 132 гг. до н. э. Восстание рабов на Сицилии.
- 133 — 123 гг. до н. э. Аграрное движение римского плебса, реформы Гракхов.
- 123 — 121 гг. до н. э. Гай Гракх выступил с широкой и продуманной программой демократических и аграрных реформ, противоречащих интересам сенатской знати.
- 113—101 гг. до н. э. Борьба с нашествием германских племён. Сокрушительные поражения 113—105 годов до н. э. Коренная военная реформа Гая Мария (107—104 до н. э.). Создание профессиональной армии. Истребление племён.
- 111 до н. э. Принятие аграрного закона, закрепляющего частную собственность на землю мелких и средних землевладельцев. Закон Спурия Тория об отмене аграрных мероприятий Гракхов.
- 111—105 гг. до н. э. Война с Нумидией, её расчленение и попадание в зависимость от Рима.
- 107 до н. э. Первое консульство Гая Мария, его военная реформа (проводил военно-политические реформы со 107 по 104 годы до н. э.).
- 103 —100 гг. до н. э. Выступление римских популяров с реформами, направленными против сенатской олигархии.
- 100 год до н. э. Гай Марий в шестой раз становится консулом.
- 91 — 88 гг. до н. э. Восстание италийцев против Рима. Восставшие потерпели поражение, но в результате население получило права римского гражданства.
- 90 до н. э. Закон Юлия о предоставлении прав римского гражданства италийским союзникам.
- 89 до н. э. Закон народных трибунов Плавтия и Папирия о предоставлении гражданства италикам, сложившим оружие в течение двух месяцев.
- 89 — 84 гг. до н. э. Первая Митридатова война.
- 88 — 87 гг. до н. э. Гражданская война. Консул Луций Корнелий Сулла отказался подчиниться народному собранию и с боем овладел Римом.
- 83 — 81 гг. до н. э. Вторая Митридатова война.
- 82 — 79 гг. до н. э. Диктатура Суллы. Добровольно сложил полномочия.
- 78 — 77 гг. до н. э. Римский консул двинулся на Рим, разбит последователями Суллы.
- 78 до н. э. Восстание Лепида.
- 74 — 63 гг. до н. э. Третья Митридатова война.
- 74 — 71 гг. до н. э. Восстание Спартака.
- 70 год до н. э. Восстановление досулланской конституции.
- 67 год до н. э. Ликвидация пиратства Гнеем Помпеем на Средиземном море.
- 64/63 до н. э. Присоединение Сирии к Риму. Окончательная ликвидация Государства Селевкидов.
- 21. 10. 63 до н. э. Речь Цицерона в сенате, предопределившая провал заговора Катилины.
- 60 — 53 гг. до н. э. Первый триумвират: Помпей, Красс, Цезарь. Негласное соглашение о совместной борьбе за власть.
- 59 год до н. э. Консульство Цезаря. Закон против вымогательств в провинциях.
- 58 год до н. э. Трибунат Клодия и последовавшее за ним изгнание Цицерона из Рима.
- 57 год до н. э. Цицерон возвращён в сенат консулами-цезарианцами с условием всячески поддерживать их инициативы.
- 05. 04. 56 до н. э. Укрепление триумвирата.
- 55 год до н. э. Принят закон Требония, официально продливший полномочия триумвиров сроком ещё на 5 лет.
- Осень 54 до н. э. Крупные судебные разбирательства в Риме: Габиний, Гемелл, Марк Плеторий, Процилий осуждены, Скавр — оправдан.
- 09. 05. 53 до н. э. Смерть Красса, распад первого триумвирата.
- 18. 01. 52 до н. э. Гибель Клодия, креатуры Цезаря.
- 25. 02. 52 до н. э. Гней Помпей избран на год консулом без коллеги с чрезвычайными полномочиями.
- 10. 01. 49 — 45 гг. до н. э. Гражданская война в Риме, установление диктатуры Цезаря.
- Январь 45 до н. э. Реформа календаря.
- 15. 03. 44 до н. э. Заговор и убийство Гая Юлия Цезаря. Консулат Марка Антония.
- Октябрь 43 — 31 гг. до н. э. Второй триумвират. Возобновление гражданской войны в Риме.
- Август 30 до н. э. Октавиан захватил Александрию. Самоубийство Марка Антония и Клеопатры VII. Покорение Октавианом Египта и превращение его в римскую провинцию. Окончание гражданской войны, единовластие императора Октавиана.
- 14. 01. 27 до н. э. — 19. 08. 14 гг. Император Август (до 27 года — Октавиан). Новый период Римской империи. Превращение Греции в римскую провинцию Ахайю. Сложение Октавианом чрезвычайных полномочий, формальное восстановление республики и юридическое оформление власти Октавиана. Получение им титула августа. Административные реформы Октавиана Августа, разделение провинций на императорские и сенатские.
- 2 до н. э. Закон об ограничении отпуска рабов на волю по завещаниям.
- 4 Новый закон об ограничении отпуска рабов на волю.
- 14 — 37 гг. Император Тиберий. Опираясь на преторианскую гвардию, проводил автократическую политику. Добился улучшения финансового положения Рима за счёт жёсткой государственной программы экономии.
- 14 Ценз населения империи: около 5 млн римских граждан и 54 млн жителей в империи.
- 18. 10. 31 По приговору римского сената казнён главнокомандующий преторианцев.
- 16. 03. 37 — 24. 01. 41 гг. Император Калигула, стремление к неограниченной власти, убит преторианцами.
- 41 — 54 гг. Император Клавдий. Заложил основы имперской бюрократии, улучшил финансовое положение, упорядочил налогообложение. Отравлен женой Агриппиной.
- 54 — 68 гг. Император Нерон. Сенат и император примирились до 59 года. Жестокий, репрессиями восстановил против себя разные слои общества. Послал Веспасиана на подавление восставшей Иудеи. Измена и мятеж преторианцев. Нерон покончил с собой и с ним прекратилась династия Юлиев-Клавдиев в Риме.
- июнь 68 — январь 69 гг. Император Гальба. Восстал против Нерона. Убит недовольной преторианской гвардией.
- 68 — 69 гг. Мятеж преторианцев в Риме. Гражданская война. Сменились три императора — Гальба, Отон, Вителлий. Восстание Аникета в Трапезунде.
- 69 — 79 гг. Император Веспасиан. Оставил Тита осаждать Иерусалим, а набранную для подавления восставшей Иудеи армию использовал для захвата власти в Риме. Шире распространял римское гражданство среди провинциалов.
- 26.08.79 — Извержением Везувия разрушены и сожжены Геркуланум, Помпеи и Стабии.
- 79 — 13. 09. 81 гг. Император Тит, сын Веспасиана. При жизни отца разрушил Иерусалим и сжёг Иерусалимский храм (70 год). На добычу, захваченную при разграблении Иудеи, и на средства от продажи повстанцев в рабство, воздвиг Колизей для гладиаторских боёв в Риме. Нестерпимые головные боли, вызванные, по-видимому, опухолью мозга, привели к ранней смерти императора.
- 81 — 96 гг. Император Домициан, младший сын Веспасиана. Укрепление бюрократического аппарата и ущемление прав сената вызвало оппозицию. Убит в результате заговора. С ним прекратилась династия Флавиев в Риме.
- 96 — 98 гг. Император Нерва. Сокращены налоги, между бедными распределены земельные участки.
- 98 — 117 гг. Император Траян. Завоевательные войны. Почитался идеальным правителем в глазах рабовладельческой знати.
- 100 Наивысшее могущество Римской империи. Распространение христианства.[источник не указан 3905 дней]
- 117 — 138 гг. Император Адриан. Усиление императорской власти и централизация государственных учреждений. Переход от завоеваний к обороне границ. Подавление нового восстания в Иудее.
- 138 — 161 гг. Император Антонин Пий. Продолжение политики Адриана.
- 161 — 180 гг. Император Марк Аврелий. Согласие с сенатом, укрепление государственного аппарата.
- 180 — декабрь 192 гг. Император Коммод. Опирался на преторианцев, преследовал сенаторов. Требовал для себя божеских почестей. Участвовал в боях гладиаторов. Убит заговорщиками. На нём закончилась династия Антонинов.
- 193 — 197 гг. Борьба за императорский престол.
- 193 — 211 гг. Император Септимий Север (солдатский). Пытался установить военную монархию, ослабить сенат. Казнил многочисленных врагов.
- 197 Репрессии против сенаторов, массовые земельные конфискации в провинциях, реформа в армии.
- 211 — 217 гг. Император Каракалла. Убил брата. Давление на сенат, казни знати. Убит заговорщиками.
- 212 Эдикт Каракаллы о даровании римского гражданства всему свободному населению империи.
- 217 — 218 гг. Император Макрин.
- 218 — 222 гг. Император Элиогабал. Убит в результате заговора.
- 222 — 235 гг. Император Александр Север. Государством правили его бабушка и мать, политика велась в согласии с сенатом, проведены мероприятия по укреплению крупного землевладения. Обострение отношений с армией привело к мятежу.
- 235 — 238 гг. Император Максимин I Фракиец (солдатский). Удовлетворял нужды воинов в ущерб сенату и крупным землевладельцам. Погиб в результате мятежа.
- 238 — 244 гг. Император Гордиан III.
- 244 — 249 гг. Император Филипп Араб.
- 249 — 251 гг. Император Деций (солдатский). Организовал систематическое преследование христиан.
- 251 — 253 гг. Ожесточенная борьба за власть. Сменилось три императора.
- 253 — 259 гг. Император Валериан.
- 255 — 260 гг. Вторая война сасанидского Ирана с Римом.
- 260 — 268 гг. Период политической анархии.
- 268 — 270 гг. Император Клавдий II. Начальный период восстановления политического единства и могущества.
- 270 — 275 гг. Император Аврелиан. Восстановил политическое единство (274 г.).
- 276 — 282 гг. Император Проб. Убит воинами.
- 284 — 1 мая 305 гг. Император Диоклетиан. Установление домината. Проведение военной реформы, увеличение армии, монетная, налоговая реформы, уменьшены размеры провинций. Стабилизировал положение. Отказался от власти.
- 293 Административные реформы.
- 301 Эдикт о максимальных ценах на продовольственные и ремесленные изделия. Монетная реформа.
- 306 — 337 гг. Император Константин I Великий (после многолетней междоусобной войны). Централизация государственного аппарата, поддержка христианской церкви при сохранении языческих культов.
- 311 Отменён антихристианский эдикт 306 года.
- 313 Миланский эдикт о свободном исповедании христианства.
- 20 мая 325 1-й Вселенский собор христианской церкви.
- 11 мая 330 Перенесение столицы в Константинополь.
- 337 — 351 гг. Борьба за власть сыновей Константина I.
- 351 — 361 гг. Император Константин II.
- 361 — 363 гг. Император Юлиан Отступник. Сторонник языческой религии, которую реформировал.
- 363 — 364 гг. Император Иовиан. Восстановил господствующее положение христианства.
- С 364 по 375 гг. шло массовое дезертирство солдат, рост числа разбойников, восстания крестьян, колонов, рабов.
- 379 — 395 гг. Император Феодосий I Великий. В 380 году утвердил господство ортодоксального христианства.
- 395 Раздел империи между сыновьями Феодосия I.
- 395 — 423 гг. Император (западный) Гонорий. До 408 г. империей управлял полководец, затем придворные.
- 410—476
- 410 Взятие Рима вестготами.
- 425 — 455 гг. Император (западный) Валентиниан III. До 437 г. регентша — мать, до 454 года — под влиянием полководца. Убит.
- 440 — 461 гг. Централизация церкви вокруг Рима.
- 455 Взятие Рима вандалами.
- 455 — 475 гг. Царствование ряда бессильных, номинальных императоров на Западе.
- 461 Убийство последнего императора, пытавшегося удержать империю от распада, Юлия Майориана.
- 4 сентября 476 Ликвидация Западной Римской империи